# Andrew Norman
Andrew Norman (ur. 27 czerwca 1980 w Bristol) – angielski snookerzysta. Jego najlepszym wynikiem jest 3 runda w rankingowym turnieju Grand Prix w 2005 i 2006 roku. W sezonie 2007/2008 uplasował się na 42. miejscu w światowym rankingu snookerowym, co jest jednocześnie jego najwyższą lokatą w tym rankingu. W trakcie swojej zawodowej kariery wbił łącznie 27 breaków stupunktowych.